# Sarkophag des Tabnit

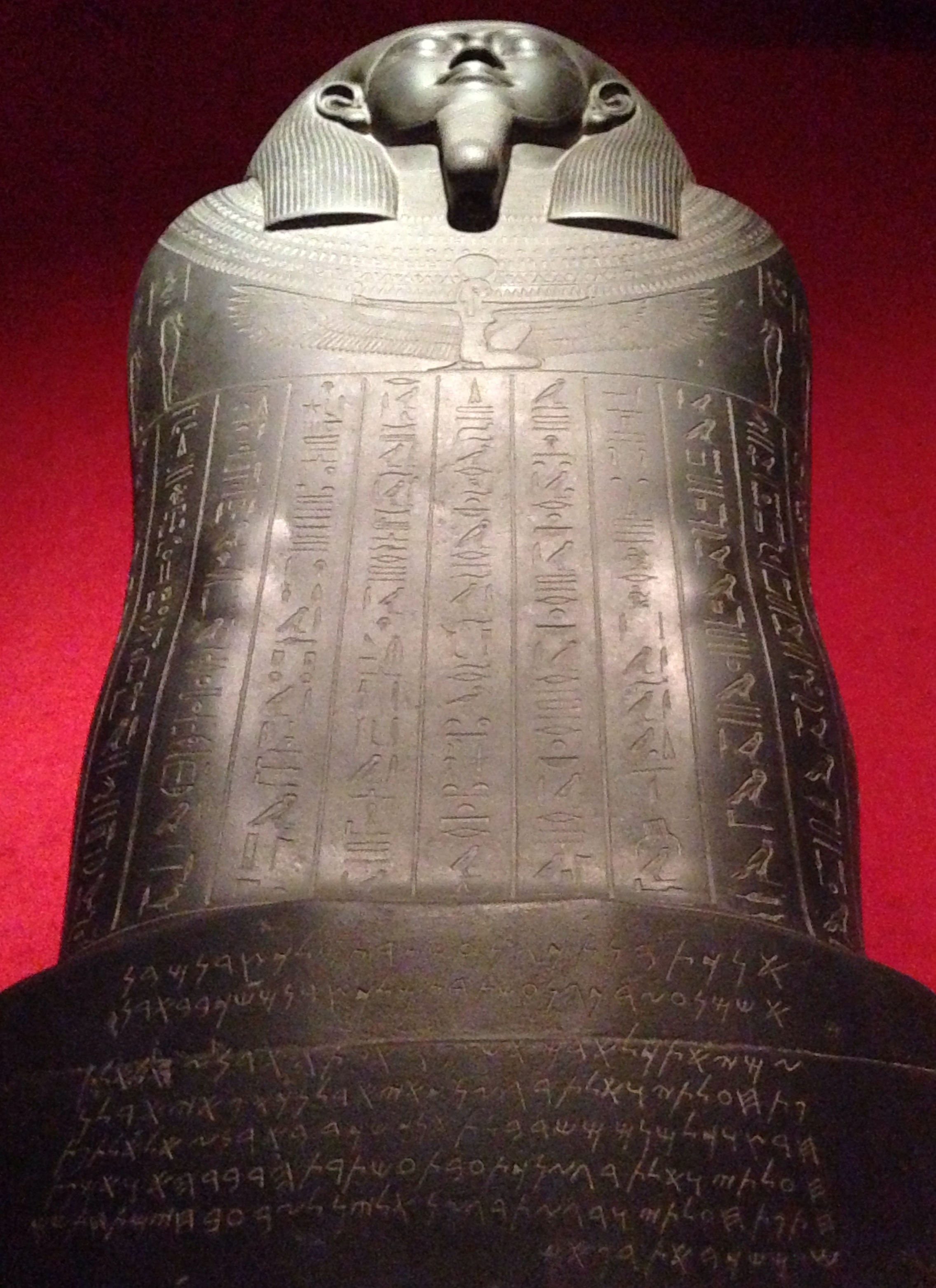
Sarkophag des Tabnit

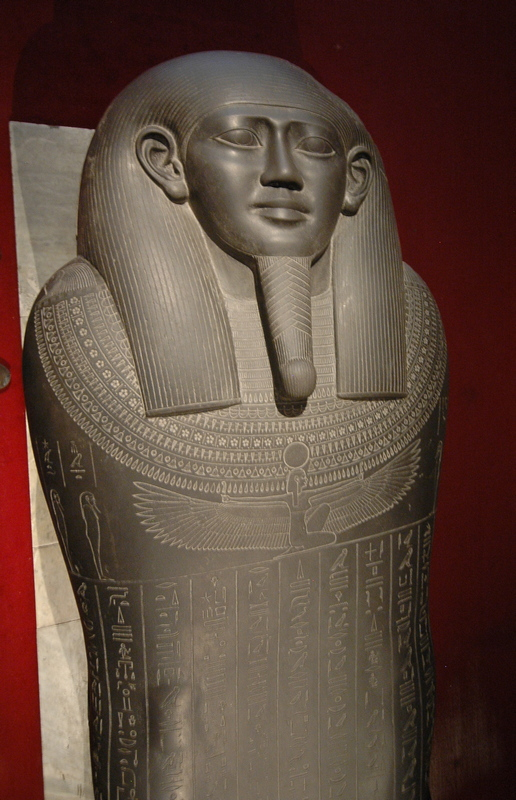
Oberer Bereich des Sarkophagdeckels mit Teilen der hieroglyphischen Originalinschrift

Der Sarkophag des Tabnit ist ein altägyptischer Sarkophag, der vom phönizischen König von Sidon, Tabnit (etwa 549–539 v. Chr.), dem Vater von König Eshmunazar II., von Ägypten nach Sidon in das Gebiet des heutigen Libanon gebracht und für seine eigene Bestattung wiederverwendet wurde. Er wurde im Jahre 1887 vom Archäologen Osman Hamdi Bey bei Ausgrabungen in der Königsnekropole von Sidon gefunden, das damals zum Osmanischen Reich gehörte. Der Sarkophag befindet sich heute im Archäologischen Museum Istanbul, zusammen mit weiteren bedeutenden Sarkophagen, die bei diesen Ausgrabungen gefunden wurden, wie zum Beispiel dem Alexandersarkophag.

## Nutzung
Der Basalt-Sarkophag, den Tabnit verwendete, wurde ursprünglich für den ägyptischen General Pa-en-Ptah (Pꜣ-n-Pth) geschaffen, der während der 26. Dynastie den ägyptischen Herrschern der Saitenzeit diente. Es wird vermutet, dass Tabnit als Vasall des persischen Königs Kambyses II. an einem Feldzug gegen Ägypten und dort an der Schlacht bei Pelusium teilgenommen hatte, die von den Persern und ihren Gefolgsleuten gewonnen worden war. Der Sarkophag konnte dann als Beute nach Sidon geschafft und zur Eigennutzung überarbeitet werden. Das Gleiche geschah offensichtlich auch mit dem Sarkophag, der für den späteren König Eshmunazar II. vorgesehen war. Beide dienten in der Zeit danach den Phöniziern als Vorbild für selbst gefertigte Sarkophage.

## Inschriften
Die Oberfläche des Sarkophags weist zwei voneinander unabhängige Inschriften auf.
Ägyptische Inschrift
Die Inschrift in ägyptischen Hieroglyphen wurde für die Nutzung durch den ägyptischen General erstellt und umfasst ein Kapitel aus dem altägyptischen Totenbuch und einen Spruch aus den zum Zeitpunkt der Herstellung bereits knapp 2.000 Jahre alten Pyramidentexten.
Phönizische Inschrift

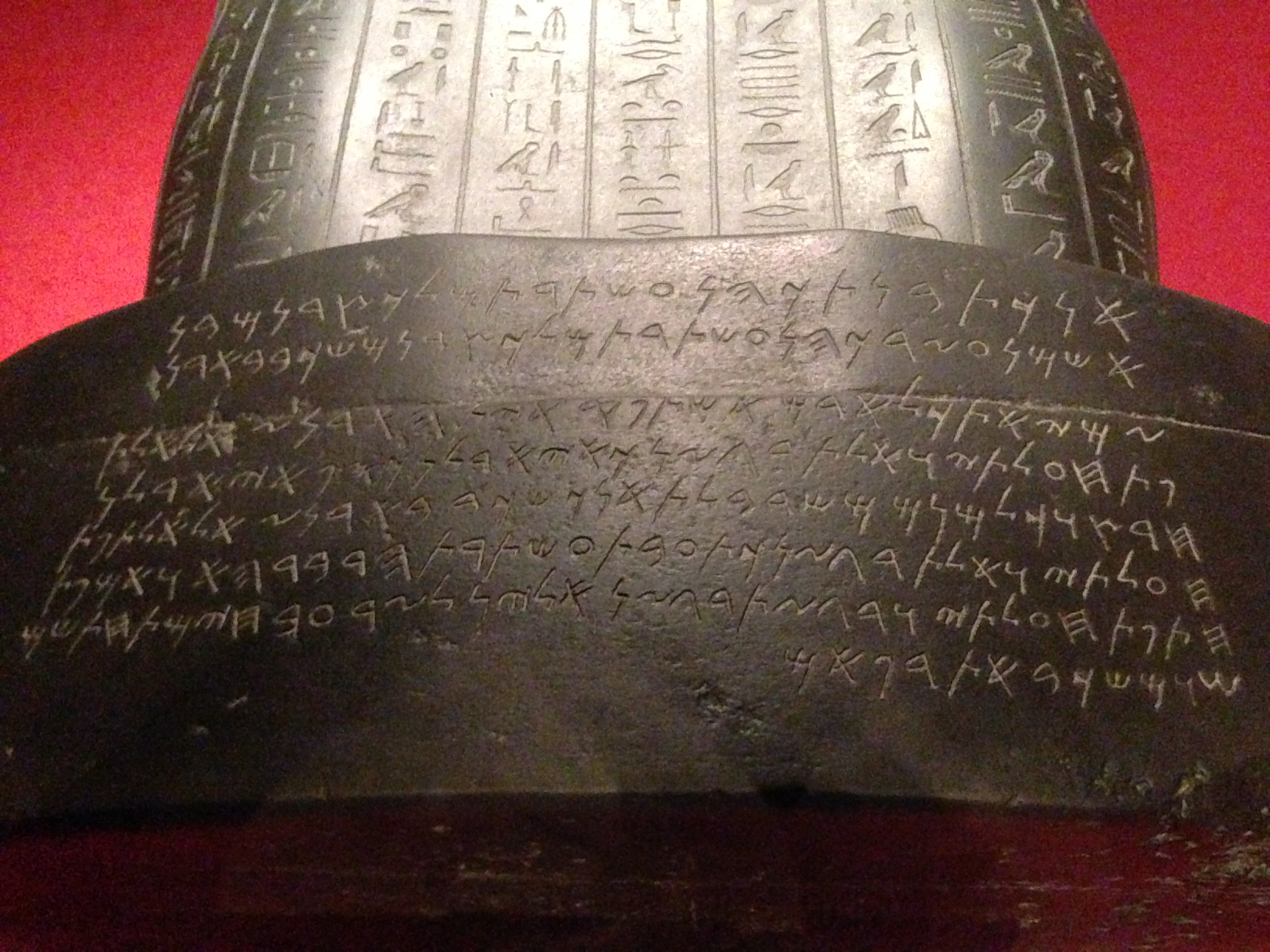
Phönizische Inschrift auf dem unteren Teil des Sarkophagdeckels

Nach der Übernahme durch Tabnit wurde am unteren Ende des Sarkophags noch eine zusätzliche Inschrift in phönizischer Sprache und Schrift angebracht, die in Bezug zu Tabnit steht. Mit dieser Inschrift stellt sich Tabnit als Priester der Astarte und als König von Sidon vor. Er wendet sich dann an potenzielle Grabräuber und weist darauf hin, dass dieser Sarkophag nur seine Leiche, aber kein Gold und kein Silber enthalte, für Grabräuber also uninteressant sei. Wer dennoch seine Totenruhe störe, solle keine Nachkommen auf Erden und kein Weiterleben im Jenseits haben.
Der Wortlaut der Inschrift lautet:

„Ich, Tabnit, Priester der Astarte, König der Sidonier, Sohn des Eschmunazor, Priester der Astarte, Königs der Sidonier, liege in diesem Sarge. Wer du auch seiest, jedweder Mensch, der du auf diesem Sarg stößt, du sollst ja nicht öffnen über mir und mich stören. Denn sie haben zu mir kein Silber gesammelt, sie haben zu mir kein Gold gesammelt noch irgendwelche Kostbarkeiten. Nur ich liege in diesem Sarge. Du sollst ja nicht öffnen über mir und mich stören, denn diese Tat ist der Astarte ein Tabu. Wenn du aber dennoch über mir öffnest und mich dennoch störst, möge kein Sproß (dir) bei den Lebendigen unter der Sonne gegeben werden noch eine Ruhestätte bei den Totengeistern.“

Diese Inschrift des Tabnit ist deswegen bemerkenswert, weil sie einen frühen Beleg aus Vorderasien (außerhalb Ägyptens und Mesopotamiens) für einen Glauben an ein Weiterleben nach dem Tode darstellt.